# Proceedings in Operations Research
Die Proceedings in Operations Research sind neun Tagungsbände, die von 1972 bis 1980 mit Beiträgen zu Jahrestagungen der Deutschen Gesellschaft für Unternehmensforschung und der Deutschen Gesellschaft für Operations Research (DGOR) erschienen.

## Geschichte
Unter dem Titel Proceedings in Operations Research erschien im Jahr 1972 ein Tagungsband zur 10. Jahrestagung der Deutschen Gesellschaft für Unternehmensforschung (DGU), die im Jahr 1971 stattfand (Die Vorträge der Jahrestagungen 1 bis 9 der Deutschen Gesellschaft für Unternehmensforschung wurden nicht veröffentlicht).
Nach der Fusion der Deutschen Gesellschaft für Unternehmensforschung mit dem Arbeitskreis Operations Research (AKOR) zur Deutschen Gesellschaft für Operations Research (DGOR) erschienen in den Jahren 1973 bis 1980 die Bände 2 bis 9 der Proceedings in Operations Research zu den Jahrestagungen 1972 bis 1979 der Deutschen Gesellschaft für Operations Research. Tagungsbände zu den späteren Jahrestagungen der Deutschen Gesellschaft für Operations Research erschienen unter neuem Titel in der Fortsetzungsreihe Operations Research Proceedings, verbunden mit einem Wechsel vom Physica-Verlag zum Springer-Verlag.